# Rumble Racing
Rumble Racing é um jogo eletrônico de corrida para PlayStation 2 desenvolvido pela Electronic Arts. Ele foi influenciado por NASCAR Rumble.

## Recepção
Kevin Rice revisou a versão PlayStation 2 do jogo para a revista Next Generation, classificando-a em 3/5 estrelas e afirmou: "Este é um jogo de arcade divertido e agradável, com horas de jogo. Mas a memorização exigia atenção dos jogadores e a dificuldade do nível pode ser um desvio".
Rumble Racing recebeu avaliações positivas após o lançamento, obtendo uma classificação Metacritic de 85 em 100, com base em 17 avaliações. GameSpot atribuiu ao jogo um 8,5 de 10.